# Chatos-Inseln
Die Chatos-Inseln (spanisch Islotes Chatos ‚Flache Inseln‘; in Chile Islotes Opazo) sind eine Gruppe kleiner Inseln und Rifffelsen vor der Westküste der Antarktischen Halbinsel. Sie liegen südlich des Kap Adriasola vor der Adelaide-Insel.
Teilnehmer einer von 1952 bis 1953 dauernden argentinischen Antarktisexpedition gaben der Inselgruppe ihren deskriptiven Namen. Chilenische Wissenschaftler benannten sie dagegen nach dem Seemann Gerardo Opazo A., der an der Reparatur der Stromgeneratoren der Piloto Pardo für deren Einsatz bei der 16. Chilenische Antarktisexpedition (1961–1962) beteiligt war.